# Гайновський повіт
Гайновський повіт (пол. powiat hajnowski) — один з 14 земських повітів Підляського воєводства Польщі.
Утворений 1 січня 1999 року в результаті адміністративної реформи.

## Загальні дані
Адміністративний центр — місто Гайнівка.
Станом на 1.01.2008 населення становить 47 224 осіб, площа 1623,53 км².

## Демографія
Демографічні дані повіту станом на 30.06.2005:
|       | Всього | Всього | Жінки  | Жінки | Чоловіки | Чоловіки |
| ----- | ------ | ------ | ------ | ----- | -------- | -------- |
|       | осіб   | %      | осіб   | %     | осіб     | %        |
| Повіт | 48 664 | 100    | 24 982 | 51,3  | 23 682   | 48,7     |
| Міста | 23 678 | 100    | 12 450 | 52,6  | 11 228   | 47,4     |
| Села  | 24 986 | 100    | 12 532 | 50,2  | 12 454   | 49,8     |